# Gerona (Uruguay)
Pour les articles homonymes, voir Gerona.
Gerona est une banlieue de l'Uruguay située dans le département de Maldonado. Sa population est de 506 habitants.

## Population
| Année | Population |
| ----- | ---------- |
| 1963  | -          |
| 1975  | 329        |
| 1985  | 408        |
| 1996  | 459        |
| 2004  | 506        |

,